# Mohelnaspis longissima
Mohelnaspis longissima är en insektsart som först beskrevs av Rao 1953.  Mohelnaspis longissima ingår i släktet Mohelnaspis och familjen pansarsköldlöss. Inga underarter finns listade i Catalogue of Life.